# 二ツ森貝塚
二ツ森貝塚（ふたつもりかいづか）は、青森県上北郡七戸町にある縄文時代前期前葉～中期末葉（およそ5,500年前から4,000年前）の貝塚を伴う集落遺跡。面積はおよそ30ヘクタールで、東西約600メートル×南北約170メートルの範囲に広がり、1998年1月16日に遺跡の東側約3.5ヘクタールが国の史跡に指定され、2015年10月7日に新たに約8.3ヘクタールが追加指定された。県重宝に指定されている「鹿角製櫛」を代表とする骨角器や、「榎林式」という土器型式の標式遺跡として知られる。同じ青森県にある三内丸山遺跡とほぼ同時期に栄えた。2021年（令和3年）、「北海道・北東北の縄文遺跡群」として世界文化遺産に登録された。

## 概要

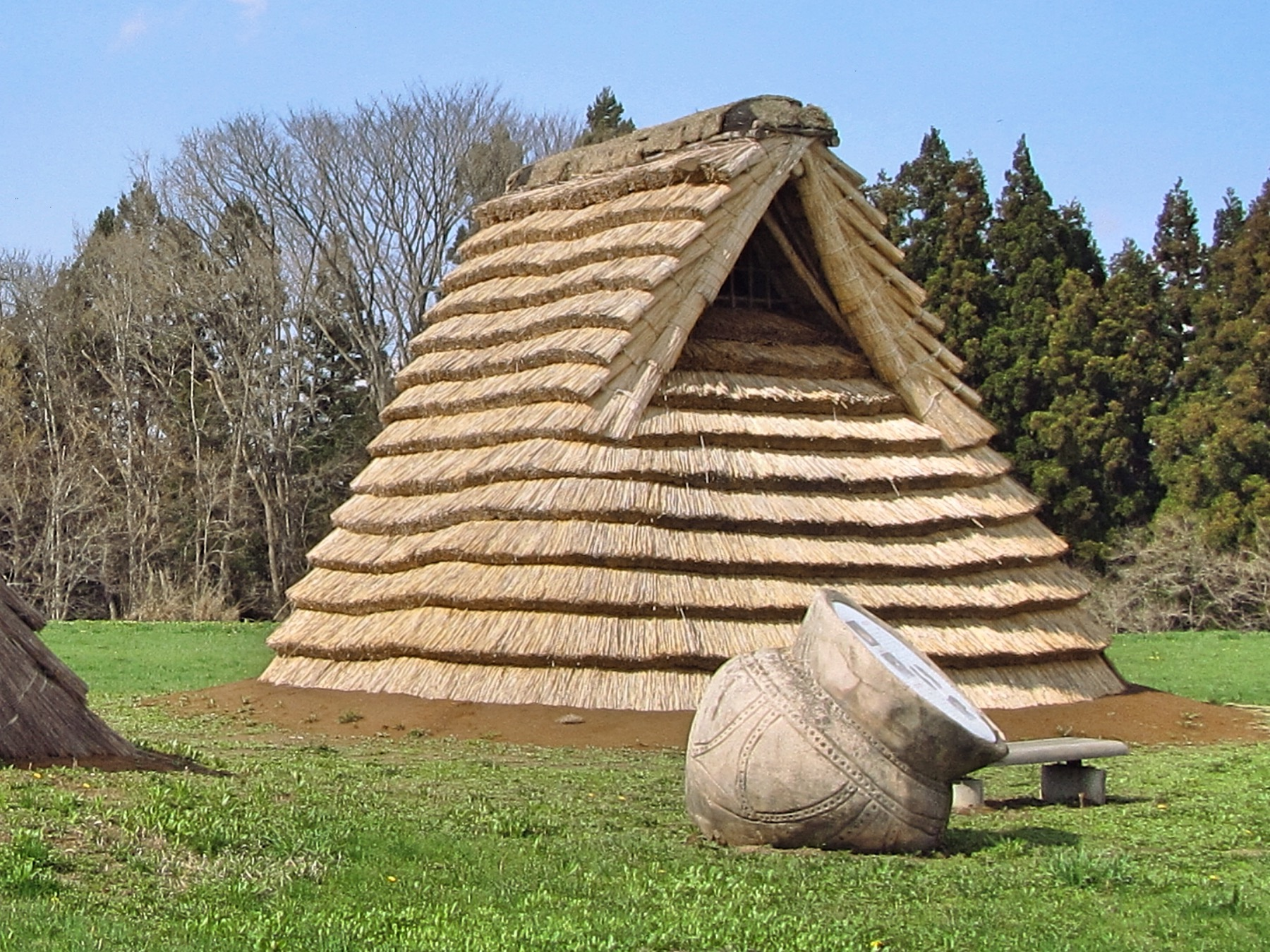
復元された竪穴建物

縄文時代初期〜中期（紀元前3500〜2000年頃）の海面は現在より5〜6mほど高く、気温も2℃ほど高かった。当時、東北地方には縄文人が住み、その多くは沿岸集落に住んでいた。このような集落に関連する貝塚には、骨、植物材料、軟体動物の殻、小屋、岩石、その他の遺物や生態系が含まれていて、これらの特徴は縄文社会の食生活や習慣を知るのに役立つ。
二ツ森貝塚は、青森県内で最大の遺跡であることはもちろん、東北地方でも最大級の規模を誇る遺跡であり、当時太平洋の入り江だった小川原湖の西岸にある高さ30mの高原にある。高原の北斜面と南斜面の2つのエリアに分割された複数の貝塚からなる。
竪穴建物や貯蔵穴、人骨、装具などが多数見つかっており、大規模集落であることが判明している。
ホタテガイ、ハマグリ、マガキ、アサリ、ヤマトシジミなど27種の貝殻や、マダイ、スズキ、ヒラメ、フグ、サケなどの魚骨、シカやイノシシなどの獣骨のほか、土器、狩や漁に使った道具、骨角器などが出土している。出土した骨角器のうち、「鯨骨製青龍刀形骨器」「鹿角製尖頭器」「猪牙製垂飾品」「鹿角製叉状品」の4つは県重要文化財に指定されている。埋葬されたイヌも見つかり、縄文人とイヌが密接な関係であったことを示す貴重な発見となった。そのほか、この地域では本来産出されないヒスイや黒曜石なども出土し、他地域と交流・交易があったことがわかっている。
現在、この貝塚は史跡公園として保存され、復元された2棟の「竪穴建物」、植生環境「縄文の森」、散策路、見晴らし台などが整備されている。「二ツ森貝塚史跡公園」は、青森県上北郡七戸町字貝塚家ノ前地内にある。